# The Blox
The Blox, zkráceně též Blox, je budova v Praze – Dejvicích, v ulici Evropská. Budova byla postavena v letech 2013–2015 podle návrhu studia DAM architekti (Jan Holna, Petr Šedivý).
Budova je součástí širšího projektu zvaného "Downtown Dejvice", který tvoří stávající budovy PPF Gate, Hotel Diplomat a stavěná budova Telehouse, vznikající přestavbou bývalé telefonní ústředny v ulici Generála Píky. Blox tvoří dvě pravoúhlá, na sebe kolmá křídla. Menší z křídel, které se je souběžné s ulicí Evropská, je tvořeno společnými prostorami, zatímco delší křídlo budovy sousedí s parkem, který je součástí projektu. Budova má osm podlaží a užitnou plochu 20042 m². V přízemí je kromě recepce a kantýny 900 m² vyhrazeno pro obchody, nadzemní podlaží tvoří 16200 m² kancelářských ploch třídy A pro zhruba 1600 pracovních míst; v podzemí se nachází parking, technologické prostory a zázemí budovy. Budově Blox byl udělen nejvyšší stupeň certifikace BREEAM (Outstanding), která dokládá vysoký stupeň udržitelnosti. Umístění a rozvržení budovy navazuje na základní urbanistický koncept pražských Dejvic, započatý ve dvacátých letech 20. století architektem a urbanistou Antonínem Engelem. Součástí návrhu budovy bylo i řešení přiléhajícího parku.
Původním investorem byla společnost IVG ČR, s.r.o.; k roku 2019 budovu spravuje společnost bpd development. V roce 2019 budovu od společnosti CFH koupil nemovitostní holding Českomoravská Nemovitostní a.s. za více než dvě miliardy korun. Hlavním nájemcem budovy je v současné době společnost Amazon. a Česká technologická IT společnost Certicon a.s.